# 언턴드
《언턴드》(Unturned)는 좀비 서바이벌 코믹 호러 게임이다. Smartly Dressed Games의 창업자이자 현재 유일한 개발자인 Nelson Sexton이 개발했다. 스팀에서 무료로 배포하고 있으며, 2014년 8월 스팀에서 가장 많이 플레이된 게임으로 열 손가락 안에 꼽히고 있다.
언턴드의 뜻은 사전적 의미로 '뒤집어지지 않은'이다. 즉, Turned가 변하다라는 뜻도 있기 때문에 '좀비로 변하지 않은'이라고도 해석할 수 있다. 언턴드는 이번 3탄 업데이트로인해 좀더 쉬운 멀티가 가능해졌고 도구에 내구성이 새로 생겼다. 일반 맵은 좀비가 나오며 농장, 캠핑장, 도시, 마을 등이 있다.
멀티플레이어로 다른 사람과 협력하거나 경쟁해서 살아남는 게임이다.
원래는 로블록스의 플레이스였지만 로블록스의 업데이트로 지속적으로 게임이 망가지자 스팀으로 옮긴 것이다.